# Windsorina
Windsorina es un género monotípico de plantas herbáceas perteneciente a la familia de las rapatáceas. Su única especie: Windsorina guianensis Gleason, Bull. Torrey Bot. Club 50: 148 (1923), es originaria de Guyana en Kaieteur Gorge.